# Gregorio Ballabene
Gregorio Ballabene (Roma, 1730 - 1800) fou un compositor italià. Fou un dels últims representants de l'escola romana contrapuntista dels segles XVI al XVIII, el qual xifrava la seva glòria en escriure per a gran nombre de veus i cors, composicions més teòriques que pràctiques, ja que en executar-les resultaven quasi sempre obscures i embrollades. Ballabene compongué un glòria i un kyrie per a 48 veus, dividides en 12 cors; un dixit a, un altre a vuit i un altre a quatre veus, un Confitebor a quatre veus amb instruments, una simfonia a més d'una missa a 12 cors, sobre la qual Keyberger, músic alemany domiciliat a Roma, publicà un estudi el 1774.